# Bradley Smith (fotografo)
Bradley Smith (New Orleans, 30 giugno 1910 – New York, 28 agosto 1997) è stato un fotografo statunitense.

## Biografia
Figlio di un telegrafista ferroviario, si trasferì con la famiglia nel piccolo paese di Karnes City, in Texas dove a dodici anni già iniziò a praticare la fotografia ritraendo gli alleavatori e i cowboy che arrivavano nella cittadina a fare provviste. Pur continuando ad occuparsi di fotografia, probabilmente per mantenersi, si impiegò in vari lavori agricoli e lavorò per vari giornali del sud degli Stati Uniti, acquisendo una vasta notorietà nazionale per le sue immagini di contadini, specialmente durante la grande depressione. Qualche anno più tardi, trasferitosi a New York, sarà tra i fondatori del American Society of Magazine Photographers.
Nei primi anni Quaranta ricevette incarichi per rubriche su alcune riviste molto popolari come ad esempio Seventeen e divenne fotografo del prestigioso periodico Life per il quale scrisse anche degli articoli. Come fotografo freelance le sue immagini apparvero su varie testate come Paris Match, Vogue, The Saturday Evening Post, Time e tanti altri, dove vennero pubblicate foto di attori, personaggi politici, musicisti, come Ursula Andress, Helen Keller, Mahatma Gandhi, Harry S. Truman, Billie Holiday, Louis Armstrong.
A partire dal 1954, Smith divenne anche uno scrittore con il suo primo libro, Escape to the West Indies, al quale seguirono altri ventidue libri illustrati su argomenti di vario genere, dall'erotismo alla fauna selvatica fino ai paesi stranieri. L'anno successivo espose, grazie alla scelta di Edward Steichen, la sua fotografia risalente alla Grande Depressione, che ritraeva una bambina di campagna che canta circondata da altri bambini, per la mostra The Family of Man, presso il Museum of Modern Art a New York, mostra che fece il giro del mondo e visitata da 9 milioni di visitatori.
L'opera di Smith che va dal 1962 al 1988 è conservata presso l'Università della California - San Diego.